# Дятлов Сергій Євгенович
Дятлов Сергій Євгенович — український вчений (гідробіолог, екотоксиколог), кандидат біологічних наук, доцент, завідувач відділу якості водного середовища Інституту морської біології НАН України (Одеса).

## Біографія
Народився 27 березня 1952 р. у м. Одеса. У 1974 р. закінчив Одеський національний університет імені І. І. Мечникова (спеціальність — «Біологія»). Протягом 1974—1977 рр. навчався у денній аспірантурі в ОНУ ім. І. І. Мечникова за спеціальністю «гідробіологія». З липня 1973 року по січень 1974 р. як студент-практикант та член наукової групи був відряджений у рейс на науково-дослідному судні «Скиф» в Індоокеанський сектор Субантарктики.
У 1980 р. захистив кандидатську дисертацію за темою: «Вплив деяких пестицидів на чорноморських бичків та їх клітинні культури»,. Вчителями дослідника були професор Ф. С. Замбриборщ (м. Одеса) та професор Л. П. Брагинський (м. Київ).
Працював викладачем в ОНУ ім. І. І. Мечникова на кафедрі ботаніки (1983—1990 рр.) та гідробіології (1990—2000 рр.). У цей період викладав курси: «біосферологія», «санітарна гідробіологія», «антропогенна гідробіологія», «водна токсикологія», «охорона рослинного світу» та ін., проводив літні польові практичні заняття з ботаніки для студентів I курсу (переважно на півночі Одеської області у Савранському лісі).
У період 1992—1995 рр. працював за сумісництвом завідувачем Лабораторією біотестування та екотоксикології в Українському науковому центрі екології моря (м. Одеса) Міністерства екології та природних ресурсів України.
З 1996 року — співробітник Інституту морської біології НАН України, з 2000 р. по теперішній час С. Є. Дятлов є завідувачем відділу якості водного середовища. Співробітники відділу проводять інтегральний моніторинг північно-західної частини Чорного моря; оцінку впливу антропогенного забруднення з використанням аналітичних методів, біотестування води, донних відкладень; біоіндикацію.

## Наукові праці
Наукові інтереси дослідника: екологія моря, водна токсикологія, біотестування води та донних відкладень, а також охорона природи, моніторинг за станом популяцій рідкісних видів рослин. Активно співпрацює з різними фахівцями, зокрема є спільні праці з Ю. П. Зайцевим, Б. Г. Александровим, Л. І. Крицькою та ін.
Індекс Гірша за персональним профілем дослідника у Гугл-Академії [Архівовано 25 березня 2018 у Wayback Machine.] складає h = 6. Найцитованішими 10-ма працями за цим критерієм є:
1. Дятлов С. Е. Роль и место биотестирования в комплексном мониторинге загрязнения морской среды // Экология моря. — 2000. — Вып. 51. — С. 83–87. = 32 цит.
2. Дятлов С. Е., Патлатюк Е. Г., Никаноров В. А. и др. Качество дренажных, ливневых и сточных вод, сбрасываемых в море и Хаджибейский лиман // Экологические проблемы Черного моря (Зб. Екологіч проблеми Чорного моря: матеріали 4-го Міжнарод. симпозіуму, 31 жовт. — 1 листопада, 2002 р., Одеса). — Одесса (ОЦНТЕІ), 2002. — С. 69—73. = 9 цит.
3. Дятлов С. Е., Петросян А. Г., Ходаков И. В., Доценко Т. В., Эльстер А. М. Экспериментальная оценка качества прибрежных вод и донных отложений методами биотестирования // Исследование экосистемы Черного моря: Сб. научных трудов УкрНЦЭМ. — Вып. 1. — 1994. — С. 141—148. = 7 цит.
4. Тучковенко Ю. С., Доценко С. А., Дятлов С. Е., Несторова Д. А. и др. Влияние гидрологических условий на изменчивость гидрохимических и гидробиологических характеристик вод Одесского региона северо-западной части Черного моря // Морской экологических журнал. — 2004. — № 4. — Т. 3. — С. 75–86. = 6 цит.
5. Дятлов С. Е., Петросян А. Г. Phaeodactylum tricornutum Bohl. (Chrysophyta) как тест-объект. Диапазон соленосной резистенции // Альгология. — 2001. — Т. 11, № 2. — С. 259—264. = 6 цит.
6. Зайцев Ю. П., Алексадров Б. Г., Волков С. О., Воробьева Л. В., Дятлов С.Е и др. Биология прибрежных вод острова Змеиный // Доклады Национальной Академии наук Украины. — 1999. — № 8. — С. 111—114. = 6 цит.
7. Дятлов С. Е., Нікулін В. В., Петросян А. Г., Кошелев О. В., Богатова Ю. І., Руснак О. М., Урдя В. Д., Подплетная Н. Ф., Секундяк Л. Ю. Результати еколого-токсикологічного моніторингу судового ходу Дунай-Чорне море у 2008 р. // Наукові записки Тернопільського національного педагогічного університету імені Володимира Гнатюка. Серія: Біологія. Спеціальний випуск: Гідроекологія. — 2010. — Т. 44, № 3. — С. 82–85. = 5 цит.
8. Dyatlov, S. Comparison of Ukrainian standard methods and new microbiotests for water toxicity assessment, in G. Persoone, C. Janssen and W.M. De Coen (eds.), New Microbiotests for Routine Toxicity Screening and Biomonitoring, Kluwer Academic/Plenum Publishers, New York. — 2000. — P. 229—232. = 5 цит.
9. Савин П. Т., Подплетная Н. Ф., Дятлов С. Е. Химический состав атмосферных осадков г. Одессы // Экологическая безопасность прибрежной и шельфовой зон и комплексное использование ресурсов шельфа: Сб. научн. тр. — 2005. — № 12. — С. 220—225 = 4 цит.
10. Дятлов С. Е., Петросян А. Г. Phaeodactylum tricornutum Bohl. (Chrysophyta) как тест-объект. Общие положения // Альгология. — 2001. — Т. 11, № 1. — С. 145—155. = 4 цит.

Три публікації дослідника присутні у базі даних Scopus. Серед них:
1. Khodakov I.V., Dyatlov S.Ye., Petrosyan A.G. Early Embryos of the Black Sea Mussel Mytilus galloprovincialis Lam. as a Test Object for Assessing the Quality of Natural and Waste Waters // Hydrobiological Journal. — 1998. — V. 34, iss. 6. — P. 107—117.
2. Dyatlov S.Ye., Petrosyan A.G., Koshelev A.V. Algorithm of the Hydrobionts' Dormant Stages Production // Hydrobiological Journal. — 2008. — V. 44, iss. 6. — P.94-99.
3. Tropivska G.G., Bogatova Yu.I., Dyatlov S.Ye., Kurdysh I.K. Influence of Abiotic Factors on the Distribution of Phosphate Mobilizing Bacteria in the Odessa Region of the Northwestern Part of the Black Sea // Hydrobiological Journal. — 2017. — Vol. 53, iss. 5. — P. 65-74.

## Експертні висновки щодо раритетної біоти

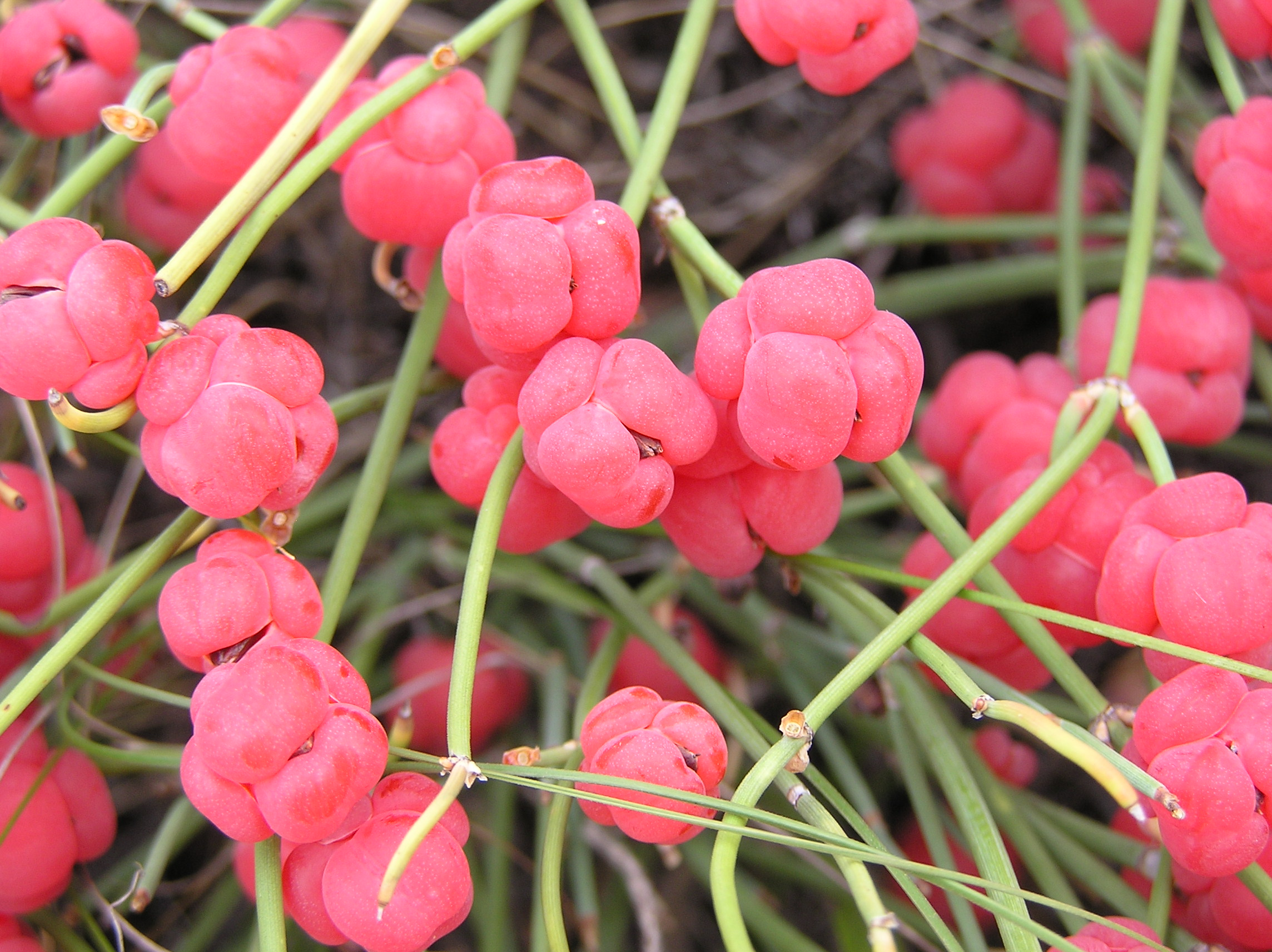
Ефедра двоколоса (Ephedra distachya)

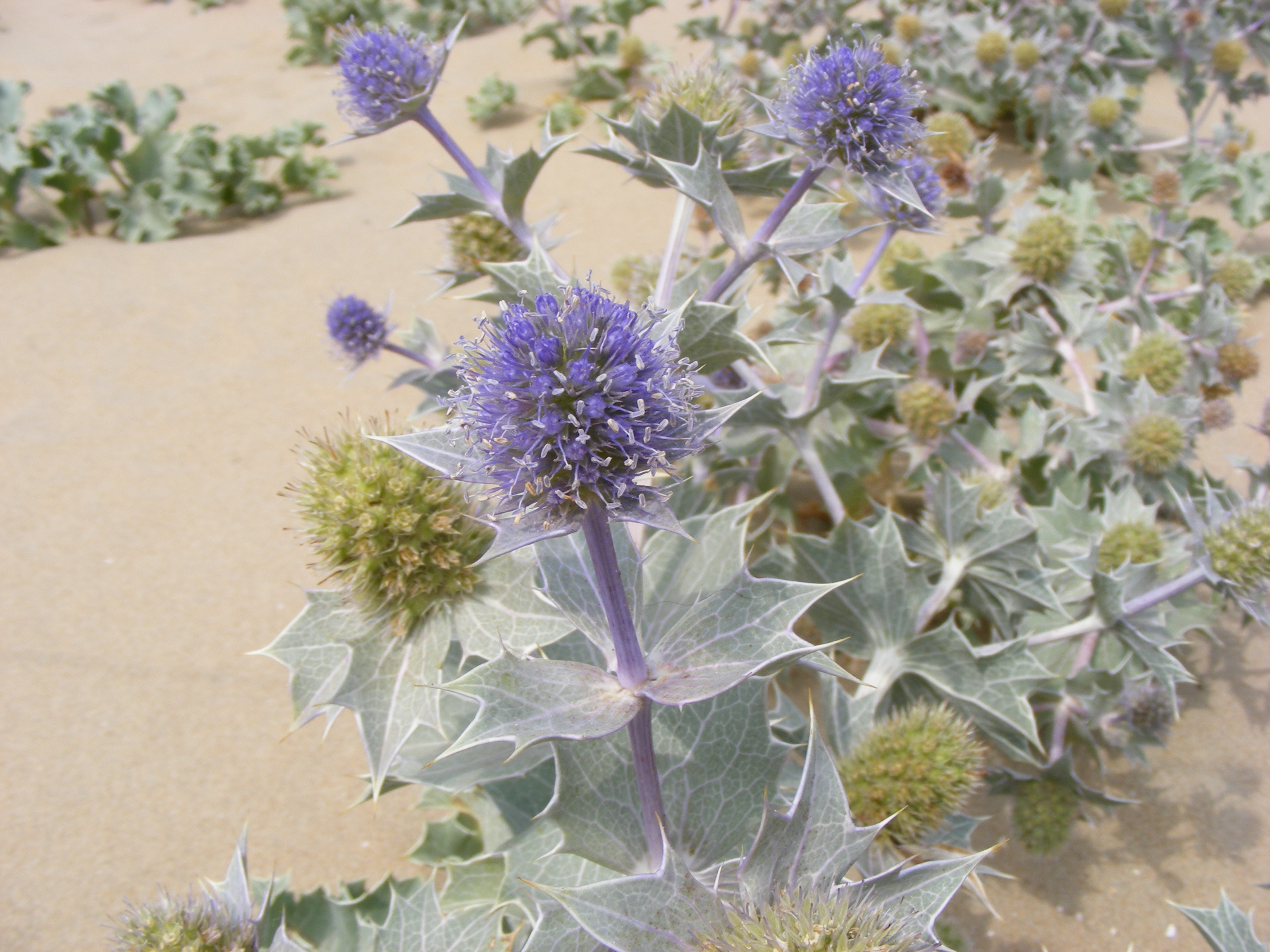
Миколайчики приморські (Eryngium maritimum)

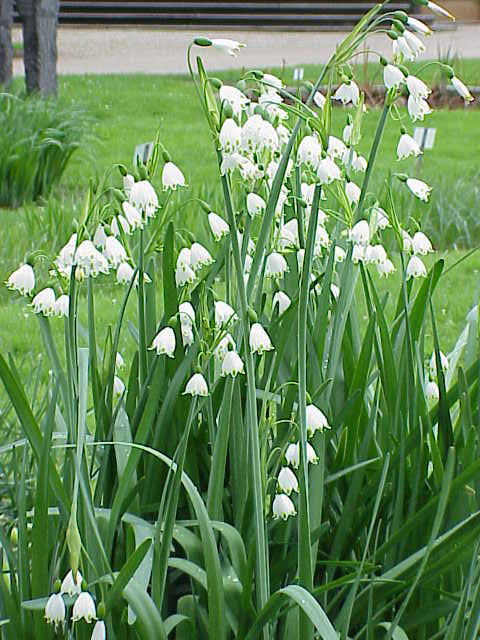
Білоцвіт літній (Leucojum aestivum)

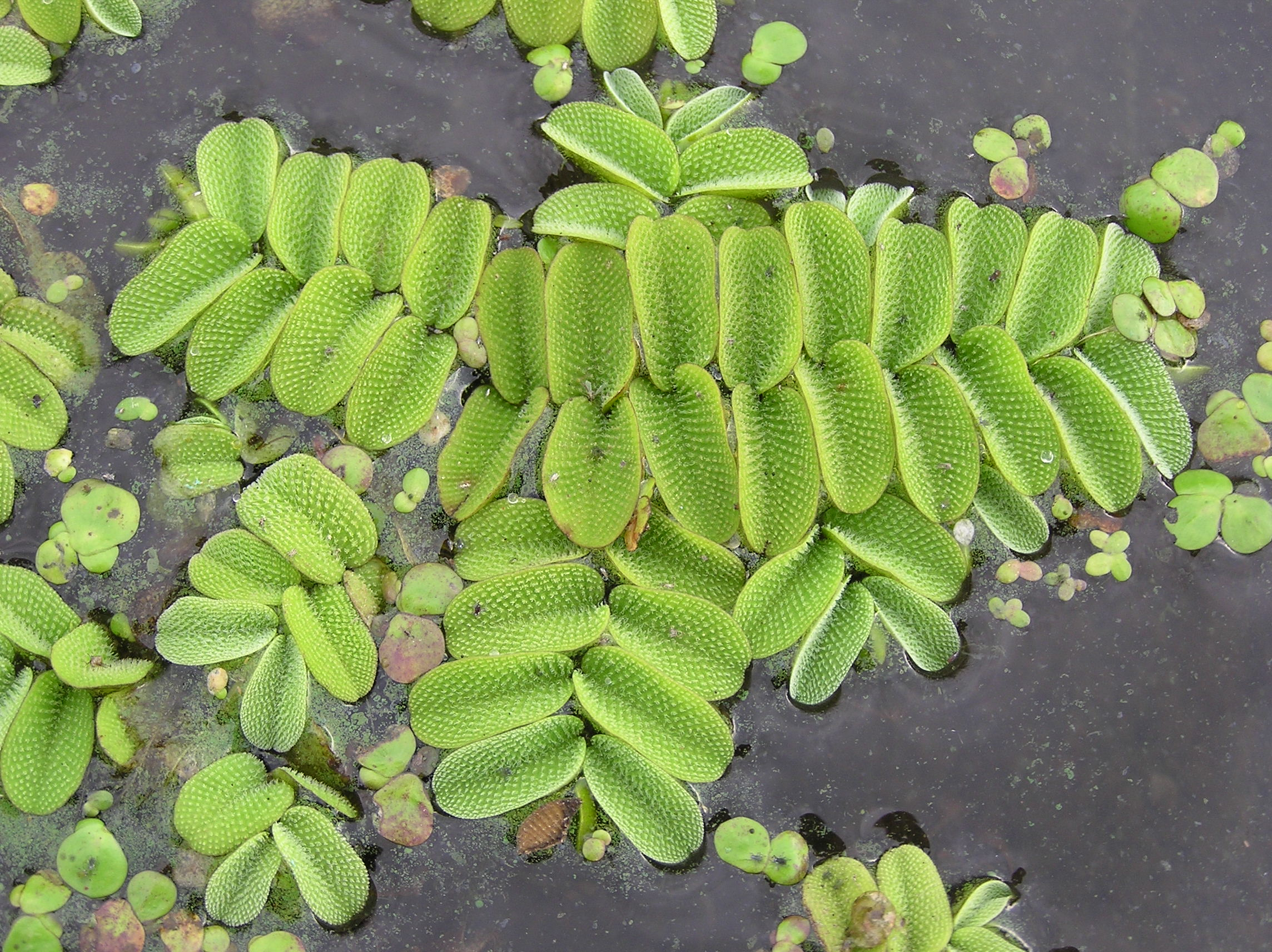
Сальвінія плаваюча (Salvinia natans)

Як спеціаліст-ботанік є одним з авторів нарисів про рідкісні види рослин у Червоній Книзі України (2009) та Червоній книзі Чорного моря (1999).
Зокрема, у Червоній книзі Чорного моря (1999) він виступив експертом щодо таких видів:
Chrysopogon gryllus Linnaeus, Trin., 1820,
Cladium mariscus Linnaeus, Pohl., 1810,
Crambe pontica Stev. ex Rupr., 1869,
Ephedra distachya (Linnaeus, 1753),
Eremogone cephalotes (Bieb., Fenzl.),
Eryngium maritimum Linnaeus, 1753,
Euphorbia peplis Linnaeus, 1753,
Glacium flavum Crantz., 1763,
Leucojum aestivum Linnaeus, 1759,
Nymphoides peltata S.G. Gmel.,
Ornithogalum refractum Kit & Schlecht, 1814,
Salvinia natans (L.) All., 1785,
Thymus littoralis Klok & Shost.,
Trapa natans Linnaeus, 1753.
У Червоній Книзі України (2009) опубліковано нариси про такі унікальні види (всі у співпраці з Л. І. Крицькою):
Пізньоцвіт Фоміна. Colchicum fominii Bordz. (С. arenarium auct. non Waldst. et Kit.),
Рястка двозначна. Ornithogalum amphibolum Zahar.,
Рястка гірська. Ornithogalum oreoides Zahar.,
Рястка відігнута. Ornithogalum refractum Kit. ex Schltdl.

## Краєзнавство
Сергій Євгенович є одним з авторів збірок з краєзнавства, присвячених природі Північно-Західного Причорномор'я. У цих збірках переважно йде мова про рослинний світ Причорноморських лиманів, міста Одеси та його околиць:
- «Одеські лимани: краєзнавчі нариси» (рос.; 1980 р., друге видання у 1987 р.)[21] та
- «Мандрівка до зеленого світу: нариси» (рос.; 1987)[22].